# Едвард Шиклуна
Професор Едвард Шиклуна (мальт. Edward Scicluna; 12 жовтня 1946, Рабат) — мальтійський економіст і політик. Шиклуна обійняв посаду голови Центрального банку Мальти з 1 січня 2021 року на п'ятирічний термін. Міністр фінансів лейбористського уряду, який переміг на загальних виборах 2013 року. Був членом Європейського парламенту від Лейбористської партії та віцепрезидентом Комітету з економічних і монетарних питань парламенту. Обраний на загальних виборах 2013 року від Лейбористської партії. 

## Дослідження
Професор Шиклуна навчався в Оксфордському університеті, де отримав диплом з відзнакою в галузі політики та економіки; в Університеті Мальти, де він здобув ступінь бакалавра економіки з відзнакою першого класу, і в Університеті Торонто, де він здобув ступінь магістра та доктора економіки.

## Пости
Працював керівником факультету економіки в Університеті Мальти. Також обіймав посади голови Мальтійської ради економічного та соціального розвитку (MCESD), голови Мальтійського управління фінансових послуг (MFSA), комісара з виборів, директора Центрального банку та члена Національного комітету з переходу на євро (NECC).
У приватному секторі працював консультантом, а також головою та директором ради багатьох місцевих компаній.
У міжнародній сфері професор Шиклуна багато років працював консультантом Європейської комісії, ЮНЕСКО та Програми ООН із навколишнього середовища (ЮНЕП). Європейська комісія призначила його експертом з євро.

## Особисте життя
Він одружений з Астрід, уродженій Бартолі, і вони мають двох дітей, Марка і Катю, і чотирьох онуків.